# 아내들의 학교

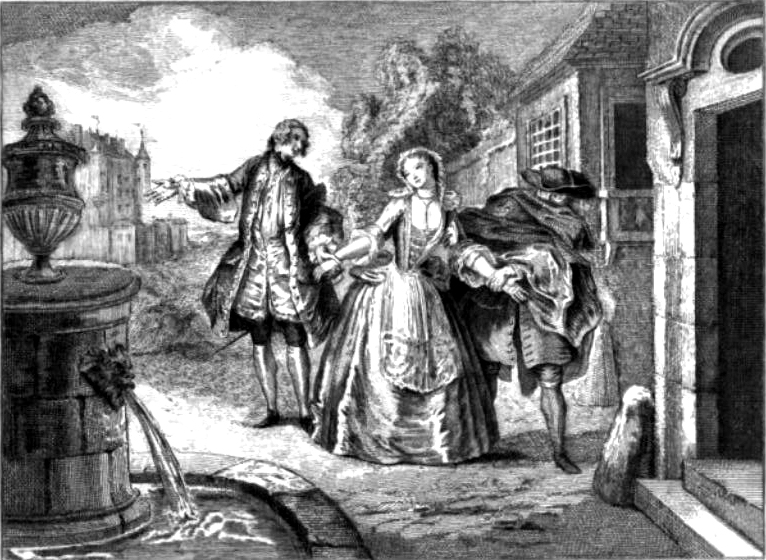

《아내들의 학교》(프랑스어: L'École des femmes)는 몰리에르의 희곡이다.

## 작품 소개
『아내들의 학교』는 1662년 12월 26일 왕립 극장에서 초연되었으며 폭발적인 성공을 거두었다. 이 작품은 1663년 내내 논란의 소용돌이에 휘말리게 되었고 1664년 초반이 되어서야 그 논란에 결말이 났다. 당시 몰리에르를 비판하는 사람들은 그를 ‘경건하지 않은 자’, ‘무신앙가’, ‘풍습의 교란자’로 간주하며 그의 도덕성을 끊임없이 공박했다.
몰리에르는 이 작품을 통해 인간의 자발성과 자유를 신뢰하고, 모든 금욕주의적 논리에 저항하면서, 무지와 인습, 외압과 맹목적인 복종에 조화될 수 없는 자연(본성)을 제시하고 있다. 특히 그는 작중인물 아녜스를 통해 개인의 자유와 인간의 존엄성의 근간을 뒤흔드는 그 어떤 이념도 정당화될 수 없음을 만천하에 고발했다. 어떤 속박이나 지배적인 관념도 폭력을 정당화할 수는 없다는 몰리에르적 자유주의 사상은 당대인들에게 문화적 충격이었을 것이다.
“빌어먹을! (…) 누군가 당신을 아주 좋은 학교에 보내주었나 보군.”자신의 눈을 피해 사랑하는 남자와 달아나려는 아녜스에게 아르놀프는 위와 같이 말한다. 아녜스는 아르놀프에 의해 정숙하고 무지한 상태로 양육되었지만, 자신의 본성을 발견하고 이에 이끌려 용기 있게 사랑을 택한다. 자신을 다그치며 강압적으로 구속하려는 아르놀프에게 자신이 무엇을 잘못했는지, 그리고 “나리”(아르놀프)는 자신을 감동시키지 못한다고 대답한다. 결국 아르놀프의 후천적인 교육법은 사랑의 감정을 통해 진실을 자각하게 만드는 자연의 섭리를 간과했던 것이다. 다시 말해 정숙한 아내를 맞이하고자 아녜스를 엄격하게 훈육해 온 아르놀프의 학교는 개인의 자발성과 이성, 진실이라는 감정의 학교 앞에서 무력했던 것이다.

## 서지 정보
- 이상우 역, 2009년, 지식을만드는지식 ISBN 978-89-6228-266-5